# K-150 Tomsk
K-150 Tomsk – rosyjski okręt podwodny z napędem jądrowym projektu 949A (seria: Antej, kod NATO Oscar II) przeznaczony do zwalczania dużych jednostek nawodnych, zwłaszcza zachodnich lotniskowców. "Tomsk" jest ostatnim zbudowanym i przyjętym do służby okrętem projektu 949A

## Historia
Budowę „Tomska” rozpoczęto w stoczni Siewiernoje Maszynostroitielnoje Priedprijatije (Siewmasz) w Siewierodwińsku koło Archangielska w sierpniu 1991 roku, a ukończono w lipcu 1996 roku. Przydzielony został do Floty Oceanu Spokojnego. Zewnętrzna warstwa zrobiona jest ze stali o wysokiej zawartości niklu i chromu. Taki stop jest odporny na korozję i ma słabe właściwości magnetyczne, co utrudnia wykrycie go przez lotnicze detektory anomalii magnetycznych (MAD) oraz czujniki min magnetycznych. Wewnętrzna warstwa wykonana jest z 5-centymetrowej grubości stali. Od 2009 roku w wyniku uszkodzenia systemu chłodzenia reaktorów przechodzi on remont w stoczni Zwiezda. 25 grudnia 2014, po remoncie wrócił do służby.

## Pożar
Dnia 16 września 2013 roku na przechodzącym remont okręcie K-150 "Tomsk" znajdującym się w suchym doku stoczni Zwiezda doszło do pożaru. Przedstawiciel sztabu WMF poinformował, że wśród stoczniowców i marynarzy nie ma rannych. W gaszeniu pożaru brało udział, w zależności od źródła 13 lub 15 jednostek straży pożarnej. Nie jest do końca jasne w jakim stopniu okręt został uszkodzony i czy przedłuży w znacznym stopniu to jego remont. To kolejny pożar rosyjskiego okrętu podwodnego, do którego doszło w czasie remontu. W grudniu 2011 w Stoczni Remontowej Nr 82 płonął okręt podwodny K-84 Jekaterinburg.